# Embolemidae
Embolemidae – rodzina błonkówek z nadrodziny złotolitek. Do tej kosmopolitycznej rodziny zalicza się około 40 opisanych gatunków. Większość znanych jest ze strefy tropikalnej lub subtropikalnej. Uważa się, że rodzina Dryinidae jest grupą siostrzaną dla Embolemidae. Zapis kopalny rodziny sięga wczesnej kredy (cf. Baissobius żyjący około 140 mln lat temu). Dwa gatunki współczesnego rodzaju Embolemus (E. breviscapus i E. succinalis) znane są z inkluzji w bałtyckim bursztynie. 
Owady z tej rodziny charakteryzują się wyraźnym dymorfizmem płciowym. 
Do rodziny, według różnych ujęć systematycznych, należą jeden lub dwa rodzaje. Olmi wyróżnił rodzaj Ampulicomorpha, odróżniający się od Embolemus zamkniętą komórką subdyskalną skrzydła przedniego. Carpenter uznał ten podział za ważny, natomiast według van Achterberga cecha ta jest zbyt zmienna by mogła służyć za podstawę obiektywnego rozróżnienia tych dwóch rodzajów, a gatunki zaliczone przez Olmiego do rodzaju Ampulicomorpha należą do rodzaju Embolemus. 
Fauna Europaea wymienia cztery gatunki (Embolemus pecki, E. reticulatus, E. ruddii, E. thaumus). Z Polski wykazano dotąd tylko E. ruddi (z Puszczy Sandomierskiej).
Biologia Embolemidae jest praktycznie nieznana. Cykl życiowy częściowo poznano jedynie u północnoamerykańskiego gatunku Embolemus confusus; owad ten jest parazytoidem nimf pluskwiaków z rodziny Achilidae. Rozwijają się w egzuwium larwalnym, wychodzącym z odwłoka gospodarza między drugim a trzecim segmentem. Sugerowano, że palearktyczne gatunki mogą być związane z rodzajem Cixidia należącym do tej rodziny. 
Gatunki:
- Embolemus Westwood, 1833
  - Embolemus africanus (Risbec, 1957)
  - Embolemus andersoni Olmi, 1998
  - Embolemus angustipennis (Kieffer, 1912)
  - Embolemus apertus Azevedo & Amarante, 2006
  - Embolemus australis (Olmi, 1996)
  - Embolemus bestelmeyeri Olmi, 1998
  - Embolemus boraceia Amarante, Brandão and Carpenter, 1999
  - Embolemus brandaoi Azevedo & Amarante, 2006
  - †Embolemus breviscapus (Brues, 1933)
  - Embolemus capensis Olmi, 1998
  - Embolemus collinsi (Olmi, 1996)
  - Embolemus confusus (Ashmead, 1893)
  - Embolemus gilli (Olmi, 1998)
  - Embolemus gabonensis Olmi, 2004
  - Embolemus gressitti (Olmi, 1998)
  - Embolemus hachijoensis Hirashima & Yamagishi, 1975
  - Embolemus hansoni Olmi, 2004
  - Embolemus harteni Olmi, 1998
  - Embolemus huberi Olmi, 1998
  - Embolemus kheeli Olmi, 2004
  - Embolemus krombeini Olmi, 1996
  - Embolemus latus Azevedo & Amarante, 2006
  - Embolemus magnus (Olmi, 1996)
  - Embolemus nearcticus (Brues, 1922)
  - Embolemus neotropicus Olmi, 1996
  - Embolemus nepalensis (Olmi, 1998)
  - Embolemus niger van Achterberg, 2000
  - Embolemus notogeicus Olmi, 1996
  - Embolemus olmii van Achterberg, 2000
  - Embolemus pecki Olmi, 1998
  - Embolemus reticulatus van Achterberg, 2000
  - Embolemus ruddii Westwood, 1833
  - Embolemus sanbornei Olmi, 1998
  - Embolemus schajovskoyi (de Santis & Vidal Sarmiento, 1977)
  - Embolemus searsi Olmi, 2004
  - Embolemus stangei Olmi, 1996
  - Embolemus suavis (Olmi, 1998)
  - Embolemus subtilis Olmi, 1996
  - †Embolemus succinalis (Brues, 1933)
  - Embolemus walkeri Richards, 1951
  - Embolemus wilkersoni (Olmi, 1998)
  - Embolemus zealandicus Olmi, 1996